# 1733 en santé et médecine
| Années de la santé et de la médecine : 1730 - 1731 - 1732 - 1733 - 1734 - 1735 - 1736    |
| Décennies de la santé et de la médecine : 1700 - 1710 - 1720 - 1730 - 1740 - 1750 - 1760 |

Cet article présente les faits marquants de l'année 1733 en santé et médecine.

## Événements
- A Londres, le St George's Hospital ouvre à Lanesborough House à Hyde Park Corner[1].

## Naissances
- 20 mai : Alexander Monro (mort en 1817), anatomiste écossais.

## Référence
1. ↑  (en) « Our History », sur sgul.ac.uk, St George's Hospital, 9 octobre 2015 (version du 12 juin 2015 sur Internet Archive).